# (237) Coelestina
(237) Coelestina – planetoida z grupy pasa głównego asteroid okrążająca Słońce w ciągu 4 lat i 215 dni w średniej odległości 2,76 j.a. Została odkryta 27 czerwca 1884 roku w Obserwatorium Uniwersyteckim w Wiedniu przez Johanna Palisę. Nazwa planetoidy pochodzi od imienia żony austriackiego astronoma Theodora von Oppolzera.